# مطار سخيبول أمستردام
مطار سخيبول أمستردام (إياتا: AMS، إيكاو: EHAM)(بالهولندية: Luchthaven Schiphol)(تنطق بالهولندية: [ˌlʏxtɦaːvə(n) ˈsxɪp(ɦ)ɔl; sxɪpˈɦɔl]) هو مطار أمستردام الرئيسي، يبعد 9 كيلومترات (5.6 ميل) من جنوب غربها. هو ثالث أكثر المطارات ازدحامًا في العالم من حيث حركة الركاب الدوليين في عام 2021. وثالث أكثر المطارات ازدحامًا في أوروبا من حيث حجم الركاب والأكثر ازدحامًا في أوروبا من حيث حركة الطائرات. يغطي مساحة إجمالية تبلغ 6887 فدانًا (10.761 ميل مربع؛ 2787 هكتارًا) من الأرض.

## شركات الطيران والوجهات

### الركاب
| شركـات طيـران                   | الوجهات |
| ------------------------------- | --- |
| طيران إيجيان                    | مطار أثينا الدولي |
| أير لينغس                       | Cork، مطار دبلن الدولي |
| طيران المكسيك                   | مطار بينيتو خواريز الدولي |
| العربية للطيران                 | مطار فاس سايس الدولي، مطار الناظور العروي، مطار طنجة ابن بطوطة الدولي |
| طيران أستانا                    | مطار أتيراو |
| إير كايرو                       | موسمي عارض: مطار الغردقة الدولي |
| طيران كندا                      | مطار تورونتو بيرسون الدولي موسمي: مطار مونتريال الدولي |
| طيران أوروبا                    | مطار مدريد باراخاس الدولي |
| الخطوط الجوية الفرنسية          | مطار باريس شارل ديغول موسمي: مطار مارسيليا |
| طيران الهند                     | مطار انديرا غاندي الدولي |
| طيران مالطا                     | مطار مالطا الدولي |
| طيران صربيا                     | مطار بلغراد نيكولا تسلا |
| طيران ترانسات                   | موسمي: مطار مونتريال الدولي، مطار تورونتو بيرسون الدولي |
| طيران البلطيق                   | مطار ريغا الدولي، مطار تالين، Tampere، مطار فيلنيوس |
| Amelia International            | مطار ستراسبورغ |
| الخطوط الجوية الأمريكية         | مطار فيلادلفيا الدولي موسمي: مطار دالاس فورت ورث الدولي |
| الأناضول جت                     | مطار إيسنبوغا الدولي، مطار صبيحة كوكجن الدولي |
| خطوط أركيا                      | مطار بن غوريون الدولي |
| الخطوط الجوية النمساوية         | مطار فيينا الدولي |
| الخطوط الجوية البريطانية        | مطار لندن سيتي، مطار غاتويك، مطار لندن هيثرو |
| طيران بلغاريا                   | مطار صوفيا |
| كاثي باسيفيك                    | مطار هونغ كونغ الدولي |
| الخطوط الجوية الصينية           | مطار تايوان تاويوان الدولي |
| خطوط شرق الصين الجوية           | مطار شانغهاي بودنغ الدولي |
| خطوط جنوب الصين الجوية          | مطار بكين داشينغ الدولي، مطار قوانغتشو باييون الدولي، مطار شينزين باوان الدولي |
| كوريندون هولاندا                | مطار أنطاليا، كوراساو (تبدأ في 3 نوفمبر 2023)، مطار كناريا الكبرى، مطار الغردقة الدولي، مطار تينيريفي الجنوبي موسمي: مطار بانجول الدولي، مطار ميلاس بودروم، Burgas، Corfu، مطار دالامان، مطار غازي باشا، مطار كاندية الدولي ‏، مطار إيبيزا، مطار عدنان مندريس، Kos، Mytilene، مطار ميورقة، Preveza، Rhodes، Samos، مطار زاكينثوس الدولي ‏ |
| الخطوط الجوية الكرواتية         | مطار زغرب موسمي: مطار سبليت |
| خطوط دلتا الجوية                | مطار هارتسفيلد جاكسون، مطار لوجان الدولي، مطار ديترويت، مطار منيابولس-سنت بول الدولي، مطار جون إف كينيدي الدولي، مطار بورتلاند الدولي، مطار سولت ليك سيتي الدولي، مطار سياتل تاكوما الدولي موسمي: مطار أورلاندو الدولي |
| إيزي جيت                        | مطار أليكانتي، مطار بازل ميلوز فريبورغ الأوروبي، مطار بلفاست الدولي، مطار أوريو أل سيريو، مطار برلين براندنبرغ، مطار برمينغهام، مطار بريستول، مطار كوبنهاغن، مطار إدنبرة، مطار فارو، Fuerteventura، مطار جنيف الدولي، مطار غلاسكو الدولي، مطار كناريا الكبرى، مطار لشبونة، مطار ليفربول، مطار غاتويك، مطار لندن لوتن، London–Southend، مطار لندن ستانستد، مطار مالقة الدولي، مطار مانشستر، مطار ليناتي، مطار مالبينسا، مطار نابولي، مطار نيس كوت دازور، مطار فاكلاف هافيل الدولي، مطار بن غوريون الدولي، مطار البندقية ماركو بولو موسمي: مطار كاتانيا-فونتاناروسا، Corfu، مطار دوبروفنيك، مطار الغردقة الدولي، مطار إيبيزا، مطار اينسبوروك، جيرزي، Kefalonia، مطار لانزاروت، مطار مراكش المنارة الدولي، مطار ميكونوس (تبدأ في 28 June 2023)، Olbia، مطار باليرمو الدولي، مطار ميورقة، مطار بيزا الدولي، Pula، Rhodes، مطار سالزبورغ، مطار شرم الشيخ الدولي، مطار سبليت، مطار تينيريفي الجنوبي، مطار زادار |
| مصر للطيران                     | مطار القاهرة الدولي |
| إل عال                          | مطار بن غوريون الدولي |
| طيران الإمارات                  | مطار دبي الدولي |
| الاتحاد للطيران                 | مطار أبو ظبي الدولي |
| يورو وينجز                      | مطار هامبورغ، مطار شتوتغارت الدولي |
| إيفا للطيران                    | مطار سوفارنابومي الدولي، مطار تايوان تاويوان الدولي |
| فين إير                         | مطار هلسنكي فانتا |
| فلاي أربيل                      | مطار أربيل الدولي |
| FlyOne                          | مطار كيشيناو الدولي |
| غارودا إندونيسيا                | مطار سوكارنو هاتا الدولي |
| الخطوط الجوية الجورجية          | مطار تبليسي الدولي |
| Iberia Express                  | مطار مدريد باراخاس الدولي |
| طيران آيسلندا                   | مطار كيفلافيك الدولي |
| إيتا (شركة طيران)               | مطار ليناتي، مطار ليوناردو دا فينشي |
| خطوط جيت بلو الجوية             | مطار لوجان الدولي (تبدأ في 21 سبتمبر 2023)، مطار جون إف كينيدي الدولي (تبدأ في 29 أغسطس 2023) |
| الخطوط الجوية الكينية           | مطار جومو كينياتا الدولي |
| الخطوط الجوية الملكية الهولندية | Aalborg، Aarhus، مطار أبردين، مطار أبو ظبي الدولي، مطار كوتوكا الدولي، Ålesund، مطار أليكانتي، مطار الملكة بياتريس الدولي، مطار أثينا الدولي، مطار هارتسفيلد جاكسون، مطار أوستن برغستروم الدولي، مطار البحرين الدولي، مطار كيمبيغودا الدولي، مطار سوفارنابومي الدولي، مطار برشلونة الدولي، مطار بازل ميلوز فريبورغ الأوروبي، مطار بكين العاصمة الدولي، مطار مدينة جورج بست بلفاست، مطار بلغراد نيكولا تسلا، Bergen، مطار برلين براندنبرغ، مطار بلباو، Billund، مطار برمينغهام، مطار إلدورادو الدولي، مطار بولونيا، بونير، مطار بوردو ميرينياك، مطار لوجان الدولي، مطار بريمن، مطار بريستول، مطار بروكسل الدولي، مطار هنري كواندا الدولي، مطار بودابست فرانز ليست الدولي، مطار الوزير بيستارينيي الدولي، Cagliari، مطار كالغاري الدولي، مطار كيب تاون، مطار كارديف الدولي، Cartagena، مطار كاتانيا-فونتاناروسا، مطار أوهير الدولي، مطار كوبنهاغن، Cork، كوراساو، مطار الملك فهد الدولي، مطار جوليوس نيريري، مطار انديرا غاندي الدولي، مطار نغوراه راي الدولي، Dresden، مطار دبي الدولي، مطار دبلن الدولي، مطار دوسلدورف الدولي، مطار إدنبرة، Edmonton، مطار إنتيبي الدولي، Florence، Fortaleza، مطار فرانكفورت، مطار غدانسك ليخ فاونسا، مطار جنيف الدولي، مطار جنوة كريستوفورو كولومبو، مطار غلاسكو الدولي، Gothenburg، مطار غراتس، Guayaquil، مطار هامبورغ، مطار هانوفر لانغنهاغن، مطار هلسنكي فانتا، مطار هونغ كونغ الدولي، مطار جورج بوش الدولي، Humberside، مطار إنفرنيس، مطار إسطنبول الدولي، مطار سوكارنو هاتا الدولي، مطار أوليفر ريجنالد تامبو، مطار كاتوفيتشي، مطار كيغالي الدولي، مطار كليمنجارو الدولي، مطار كراكوف، Kristiansand، مطار كوالالمبور الدولي، مطار الكويت الدولي، مطار بوريسبيل الدولي (معلقة)، مطار مورتالا محمد الدولي، مطار هاري ريد الدولي، Leeds/Bradford، مطار خورخي تشافيز الدولي، Linköping، مطار لشبونة، مطار لندن سيتي، مطار لندن هيثرو، مطار لوس أنجلوس الدولي، مطار لوكسمبورغ، مطار ليون سانت إكسوبيري، مطار مدريد باراخاس الدولي، مطار مالقة الدولي، مطار مانشستر، مطار نينوي أكوينو الدولي، مطار مارسيليا، مطار بينيتو خواريز الدولي، مطار ليناتي، مطار مالبينسا، مطار منيابولس-سنت بول الدولي، مطار مونبلييه ميديتيراني، مطار مونتريال الدولي، مطار تشاتراباتي شيفاجي الدولي، مطار ميونخ الدولي، مطار مسقط الدولي، مطار جومو كينياتا الدولي، مطار نانت، مطار نابولي، مطار نيوكاسل، مطار جون إف كينيدي الدولي، مطار نيس كوت دازور، Norwich، مطار نورمبرغ، مطار كانساي الدولي، Oslo، مطار توكومين الدولي، Paramaribo، مطار باريس شارل ديغول، Port of Spain، مطار بورتو الدولي، Poznań، مطار فاكلاف هافيل الدولي، مطار ماريسكال سوكري الدولي، مطار رين بروتون، مطار ريو دي جانيرو الدولي، مطار الملك خالد الدولي، مطار ليوناردو دا فينشي، Sandefjord، مطار سان فرانسيسكو الدولي، مطار أرتورو ميرينو بينيتيز الدولي، مطار غواروليوس الدولي، مطار إنتشون الدولي، مطار شانغهاي بودنغ الدولي، مطار شانغي سنغافورة، مطار الأميرة جوليانا الدولي، Southampton، مطار سبليت، Stavanger، مطار ستوكهولم أرلاندا، مطار شتوتغارت الدولي، مطار تايوان تاويوان الدولي، Teesside، مطار بن غوريون الدولي، مطار ناريتا الدولي، مطار تورونتو بيرسون الدولي، مطار تولوز بلانياك، Trondheim، مطار تورينو، مطار بلنسية، مطار فانكوفر الدولي، مطار البندقية ماركو بولو، مطار فيينا الدولي، مطار وارسو فريدريك شوبان، مطار واشنطن دولس الدولي، مطار فروتسواف، مطار زغرب، مطار عبيد أماني كرومي الدولي، مطار زيورخ الدولي موسمي: باربادوس، Cancún، مطار دوبروفنيك، مطار إيبيزا، Liberia (CR) ‏، مطار ميامي الدولي، مطار ميورقة، Rovaniemi، مطار سولت ليك سيتي الدولي، مطار خوان سانتاماريا الدولي |
| كوريا للطيران                   | مطار إنتشون الدولي |
| الخطوط الجوية الكويتية          | مطار الكويت الدولي |
| خطوط لوت الجوية البولندية       | مطار وارسو فريدريك شوبان |
| لوفتهانزا                       | مطار فرانكفورت، مطار ميونخ الدولي |
| طيران الشرق الأوسط              | مطار بيروت رفيق الحريري الدولي |
| آير شاتل النرويجية              | مطار كوبنهاغن، Oslo، مطار ستوكهولم أرلاندا |
| بلاي (شركة طيران)               | مطار كيفلافيك الدولي |
| خطوط بيغاسوس                    | مطار أنطاليا، مطار صبيحة كوكجن الدولي موسمي: مطار ميلاس بودروم، مطار عدنان مندريس، Kayseri، مطار قونية |
| الخطوط الجوية القطرية           | مطار حمد الدولي |
| الخطوط الملكية المغربية         | مطار محمد الخامس الدولي، مطار الناظور العروي، مطار طنجة ابن بطوطة الدولي موسمي: مطار الحسيمة الشريف الإدريسي، مطار فاس سايس الدولي، مطار وجدة أنجاد |
| الملكية الأردنية                | مطار الملكة علياء الدولي |
| رايان إير                       | مطار دبلن الدولي، مطار مالقة الدولي |
| الخطوط السعودية                 | مطار الملك عبد العزيز الدولي موسمي: مطار الملك خالد الدولي |
| الخطوط الجوية الإسكندنافية      | مطار كوبنهاغن، Oslo، مطار ستوكهولم أرلاندا |
| الخطوط الجوية السنغافورية       | مطار شانغي سنغافورة |
| Sky Express ‏                    | موسمي: مطار كاندية الدولي ‏، Kos، مطار زاكينثوس الدولي ‏ |
| Sun d'Or                        | موسمي: مطار بن غوريون الدولي |
| صن إكسبريس                      | مطار عدنان مندريس موسمي: مطار أضنة شاكرباشا، مطار إيسنبوغا الدولي، مطار أنطاليا، مطار دالامان، Kayseri، مطار قونية |
| خطوط سورينام الجوية             | Paramaribo |
| الخطوط الجوية الدولية السويسرية | مطار زيورخ الدولي |
| تاب برتغال                      | مطار لشبونة |
| تاروم                           | مطار هنري كواندا الدولي |
| ترانسافيا                       | مطار أكادير المسيرة الدولي، مطار أليكانتي، Almería، مطار الملكة علياء الدولي، مطار أثينا الدولي، مطار برشلونة الدولي، مطار باري كارل فويتيالا ‏، مطار بيروت رفيق الحريري الدولي، مطار محمد الخامس الدولي، مطار كاتانيا-فونتاناروسا، مطار دبي الدولي، مطار فارو، Fuerteventura، مطار كريستيانو رونالدو، مطار كناريا الكبرى، مطار كاندية الدولي ‏، مطار إيبيزا، مطار اينسبوروك، مطار لانزاروت، مطار لا بالما، مطار لارنكا الدولي، مطار لشبونة، مطار ليوبليانا الدولي، مطار مالقة الدولي، مطار مراكش المنارة الدولي، مطار نابولي، مطار نيس كوت دازور، مطار باريس أورلي، مطار بيزا الدولي، مطار بورتو الدولي، مطار كيفلافيك الدولي، مطار ريغا الدولي، مطار سالزبورغ، مطار إشبيلية، مطار بن غوريون الدولي، مطار تينيريفي الجنوبي، Thessaloniki، مطار بلنسية موسمي: مطار أجاكسيو، مطار أنطاليا، مطار ميلاس بودروم، مطار شامبيري، مطار خانية الدولي ‏، Chios، Corfu، مطار دالامان، مطار دوبروفنيك، مطار رامون، مطار جرندة كوستا برافا، مطار الغردقة الدولي، مطار عدنان مندريس، Kalamata، Kefalonia، Kos، Menorca، مطار ميكونوس، Olbia، مطار باليرمو الدولي، مطار ميورقة، Paphos، Ponta Delgada، Preveza، Rhodes، Sal، Samos، مطار سانتوريني (ثيرا) الوطني، مطار شرم الشيخ الدولي، مطار سبليت، Tromsø، (تستأنف 1 ديسمبر 2023)، Varna، Verona، مطار زاكينثوس الدولي ‏ موسمي عارض: Akureyri، Ivalo، مطار كيتيلا، Kuusamo، Rovaniemi، Skellefteå |
| أركي فلاي                       | مطار أليكانتي، مطار الملكة بياتريس الدولي، مطار بانجول الدولي، Boa Vista ‏، بونير، Cancún، كوراساو، Fuerteventura، مطار كناريا الكبرى، Holguín، مطار الغردقة الدولي، مطار لانزاروت، مطار مالقة الدولي، مطار سانجستر الدولي، Paramaribo، مطار نيلسون مانديلا الدولي، Punta Cana ‏، Sal، São Vicente ‏، مطار تينيريفي الجنوبي، Varadero موسمي: مطار أنطاليا، مطار ميلاس بودروم، Burgas، مطار كاتانيا-فونتاناروسا، Corfu، مطار بليز دياغني الدولي، مطار دالامان، مطار جربة جرجيس الدولي، مطار النفيضة الحمامات الدولي، مطار فارو، مطار كريستيانو رونالدو، مطار كاندية الدولي ‏، مطار إيبيزا، Ivalo، مطار عدنان مندريس، Karpathos، Kavala، Kefalonia، مطار كيتيلا، Kos، مطار لا بالما، مطار مرسى علم الدولي، مطار موي الدولي، Mytilene، Ohrid، Olbia، مطار ميورقة، Ponta Delgada، Preveza، Rhodes، Sälen–Trysil (تبدأ في 23 ديسمبر 2023)، Samos، مطار سكياثوس الدولي، Terceira، مطار زاكينثوس الدولي ‏، مطار عبيد أماني كرومي الدولي |
| الخطوط الجوية التركية           | مطار إسطنبول الدولي |
| الخطوط الجوية المتحدة           | مطار أوهير الدولي، مطار جورج بوش الدولي، مطار نيوآرك ليبرتي الدولي، مطار واشنطن دولس الدولي موسمي: مطار سان فرانسيسكو الدولي |
| خطوط فيولينغ الجوية             | مطار أليكانتي، Asturias، مطار برشلونة الدولي، مطار بلباو، Florence، مطار لشبونة، مطار مالقة الدولي، مطار فاكلاف هافيل الدولي، مطار ليوناردو دا فينشي، Santiago de Compostela ‏، مطار بلنسية موسمي: مطار كوبنهاغن، مطار كناريا الكبرى، مطار إيبيزا، مطار لانزاروت، مطار ميورقة، مطار تينيريفي الجنوبي |
| خطوط زيامن الجوية               | مطار شيامن قاوتشي الدولي |

### الشحن
| شركـات طيـران                            | الوجهات |
| ---------------------------------------- | --- |
| طيران الصين للشحن الجوي                  | مطار تشونغتشينغ جيانغبى الدولي، مطار شانغهاي بودنغ الدولي، مطار تيانجين الدولي، مطار سرقسطة |
| AirBridgeCargo                           | مطار هارتسفيلد جاكسون، مطار أوهير الدولي، مطار فرانكفورت، مطار كراسنويارسك الدولي، مطار لايبزيغ هاله، مطار مالبينسا، مطار دوموديدوفو الدولي، مطار شيريميتييفو الدولي، Oslo، مطار كولتسوفو الدولي، مطار سرقسطة (جميعها معلقة)                                                              |
| طيران أطلس[بحاجة لمصدر]                  | مطار أوهير الدولي، مطار ميامي الدولي، مطار إنتشون الدولي |
| أفيانكا للشحن ‏                           | مطار ميامي الدولي، مطار سرقسطة |
| كارغولوكس                                | مطار لوكسمبورغ |
| كاثي باسيفيك                             | مطار هونغ كونغ الدولي |
| الخطوط الجوية الصينية                    | مطار سوفارنابومي الدولي، مطار انديرا غاندي الدولي، مطار آل مكتوم الدولي، مطار تايوان تاويوان الدولي |
| الخطوط الجوية الصينية للشحن[بحاجة لمصدر] | مطار كوبنهاغن، مطار نينغبو ليش الدولي، مطار شانغهاي بودنغ الدولي، مطار شينزين باوان الدولي، مطار تيانجين الدولي، مطار شيان شيانيانغ الدولي، مطار سرقسطة |
| خطوط جنوب الصين الجوية                   | مطار قوانغتشو باييون الدولي، مطار شانغهاي بودنغ الدولي |
| دي إتش إل للطيران[بحاجة لمصدر]           | East Midlands ‏، مطار لايبزيغ هاله، مطار لندن هيثرو، مطار مدريد باراخاس الدولي |
| الإمارات للشحن الجوي                     | Aguadilla، مطار أوهير الدولي، مطار دبي الدولي، مطار فرانكفورت، مطار جورج بوش الدولي، مطار مدريد باراخاس الدولي، مطار جومو كينياتا الدولي، Oslo، مطار سرقسطة |
| الاتحاد للطيران                          | مطار أبو ظبي الدولي، مطار جومو كينياتا الدولي |
| فيديكس إكسبرس[بحاجة لمصدر]               | Oslo، مطار باريس شارل ديغول |
| غارودا إندونيسيا[بحاجة لمصدر]            | مطار سوكارنو هاتا الدولي |
| طيران كاليتا[بحاجة لمصدر]                | مطار جون إف كينيدي الدولي |
| كوريا للطيران                            | مطار إنتشون الدولي، مطار ستوكهولم أرلاندا |
| لاتام للشحن تشيلي ‏                       | مطار الوزير بيستارينيي الدولي، Campinas–Viracopos، مطار ميامي الدولي، مطار أرتورو ميرينو بينيتيز الدولي |
| Martinair                                | مطار إلدورادو الدولي، مطار الوزير بيستارينيي الدولي، Campinas–Viracopos، Guatemala City، مطار روبرت غابريل موجابي الدولي، مطار أوليفر ريجنالد تامبو، مطار خورخي تشافيز الدولي، مطار ميامي الدولي، مطار جومو كينياتا الدولي، مطار ماريسكال سوكري الدولي، مطار أرتورو ميرينو بينيتيز الدولي |
| MASkargo                                 | مطار آل مكتوم الدولي، مطار كوالالمبور الدولي |
| MNG Airlines[بحاجة لمصدر]                | مطار إسطنبول الدولي |
| Nippon Cargo Airlines                    | مطار مالبينسا، مطار ناريتا الدولي |
| الخطوط الجوية القطرية                    | مطار حمد الدولي |
| الخطوط السعودية                          | مطار الملك فهد الدولي، مطار الملك عبد العزيز الدولي، مطار الملك خالد الدولي |
| Silk Way West Airlines                   | مطار حيدر علييف الدولي |
| Singapore Airlines Cargo                 | مطار لندن هيثرو، مطار الشارقة الدولي، مطار شانغي سنغافورة |
| خطوط سوبارنا الجوية[بحاجة لمصدر]         | مطار نانجينغ الدولي |
| الخطوط الجوية التركية                    | مطار إسطنبول الدولي |
| West Atlantic                            | مطار باريس شارل ديغول، Turku |

## الإحصائيات
شاهد source Wikidata query and sources.
| الرتبة | التغير | المطار                    | الركاب 2022 | التغير % | الناقل                                                                                             |
| ------ | ------ | ------------------------- | ----------- | -------- | -------------------------------------------------------------------------------------------------- |
| 1      |        | مطار برشلونة الدولي       | 1,204,862   | ▲98.0    | الخطوط الجوية الملكية الهولندية، ترانسافيا، فيولينغ                                                |
| 2      | ▲9     | مطار لندن هيثرو           | 1,140,162   | ▲225.6   | الخطوط الجوية البريطانية، فلاي بي، الخطوط الجوية الملكية الهولندية                                 |
| 3      | ▲5     | مطار دبلن الدولي          | 1,003,177   | ▲153.0   | أير لينغس، الخطوط الجوية الملكية الهولندية، رايان إير                                              |
| 4      | ▲3     | مطار كوبنهاغن             | 972,998     | ▲143.9   | إيزي جيت، الخطوط الجوية الملكية الهولندية، آير شاتل النرويجية، الخطوط الجوية الإسكندفانية، فيولينغ |
| 5      | ▼1     | مطار مدريد باراخاس الدولي | 972,005     | ▲112.0   | طيران أوروبا، Iberia Express، الخطوط الجوية الملكية الهولندية                                      |
| 6      | ▼4     | مطار باريس شارل ديغول     | 909,955     | ▲58.4    | طيران فرنسا، الخطوط الجوية الملكية الهولندية                                                       |
| 7      | ▼2     | مطار لشبونة               | 901,583     | ▲103.7   | إيزي جيت، الخطوط الجوية الملكية الهولندية، تاب برتغال، ترانسافيا، فيولينغ                          |
| 8      | ▼5     | مطار إسطنبول الدولي       | 798,103     | ▲68.2    | الخطوط الجوية الملكية الهولندية، الخطوط الجوية التركية                                             |
| 9      |        | مطار ليوناردو دا فينشي    | 795,808     | ▲104.7   | إيزي جيت، إيتا، الخطوط الجوية الملكية الهولندية، فيولينغ                                           |
| 10     | ▲18    | مطار مانشستر              | 707,150     | ▲211.1   | إيزي جيت، الخطوط الجوية الملكية الهولندية                                                          |
| 11     | ▲3     | مطار برلين براندنبرغ      | 680,176     | ▲117.9   | إيزي جيت، الخطوط الجوية الملكية الهولندية                                                          |
| 12     |        | مطار ستوكهولم أرلاندا     | 672,564     | ▲97.7    | الخطوط الجوية الملكية الهولندية، آير شاتل النرويجية، الخطوط الجوية الإسكندفانية                    |
| 13     | ▼7     | مطار مالقة الدولي         | 642,445     | ▲49.2    | Corendon، إيزي جيت، الخطوط الجوية الملكية الهولندية، رايان إير، ترانسافيا، توي للطيران، فيولينغ    |
| 14     | ▲3     | مطار زيورخ الدولي         | 636,835     | ▲117.5   | الخطوط الجوية الملكية الهولندية، سويسرا للطيران                                                    |
| 15     |        | مطار فيينا الدولي         | 611,758     | ▲98.6    | الخطوط الجوية النمساوية، إيزي جيت، الخطوط الجوية الملكية الهولندية                                 |
| 16     | ▲5     | مطار ميونخ الدولي         | 611,516     | ▲138.9   | الخطوط الجوية الملكية الهولندية، لوفتهانزا                                                         |
| 17     | ▲79    | مطار غاتويك               | 605,428     | ▲1,077.6 | الخطوط الجوية البريطانية، إيزي جيت                                                                 |
| 18     | ▲12    | مطار أوسلو-غاردرموين      | 574,143     | ▲158.5   | الخطوط الجوية الملكية الهولندية، آير شاتل النرويجية، الخطوط الجوية الإسكندفانية                    |
| 19     | ▲7     | مطار هلسنكي فانتا         | 532,868     | ▲130.5   | فين إير، الخطوط الجوية الملكية الهولندية                                                           |
| 20     | ▲4     | مطار جنيف الدولي          | 528,392     | ▲117.5   | إيزي جيت، الخطوط الجوية الملكية الهولندية                                                          |

| الرتبة | التغير | المطار                       | طن 2022 | التغير % |
| ------ | ------ | ---------------------------- | ------- | -------- |
| 1      |        | مطار شانغهاي بودنغ الدولي    | 175,062 | ▼6.3     |
| 2      | ▲2     | مطار حمد الدولي              | 66,913  | ▼0.8     |
| 3      | ▼1     | مطار أوهير الدولي            | 57,830  | ▼27.4    |
| 4      | ▲5     | مطار قوانغتشو باييون الدولي  | 53,759  | ▲17.7    |
| 5      | ▲1     | مطار جومو كينياتا الدولي     | 52,711  | ▼17.7    |
| 6      | ▲1     | مطار شانغي سنغافورة          | 45,579  | ▼14.2    |
| 7      | ▲4     | مطار ماريسكال سوكري الدولي   | 42,277  | ▲0.3     |
| 8      | ▼5     | مطار دبي الدولي              | 40,047  | ▼45.3    |
| 9      | ▼1     | مطار أبو ظبي الدولي          | 39,044  | ▼21.7    |
| 10     | ▲2     | مطار حيدر علييف الدولي       | 37,057  | ▼6.3     |
| 11     | ▲3     | مطار ميامي الدولي            | 35,144  | ▼6.3     |
| 12     | ▲12    | مطار إسطنبول الدولي          | 33,410  | ▲108.0   |
| 13     | ▼3     | مطار إنتشون الدولي           | 32,786  | ▼22.2    |
| 14     | ▼1     | مطار ناريتا الدولي           | 30,408  | ▼22.3    |
| 15     | ▲1     | مطار هارتسفيلد جاكسون        | 29,510  | ▼3.8     |
| 16     | ▼1     | مطار أوليفر ريجنالد تامبو    | 29,411  | ▼12.1    |
| 17     | ▲25    | مطار نانجينغ الدولي          | 28,342  | ▲213.0   |
| 18     | ▲96    | مطار آل مكتوم الدولي         | 27,510  | ▲8,979.2 |
| 19     | ▲2     | مطار الملك عبد العزيز الدولي | 26,787  | ▲9.4     |
| 20     | ▼2     | مطار لايبزيغ هاله            | 26,703  | ▼6.7     |

| الرتبة | الدولة           | الرحلات 2022 | التغير % |
| ------ | ---------------- | ------------ | -------- |
| 1      | المملكة المتحدة  | 58,351       | ▲154.3   |
| 2      | إسبانبا          | 36,461       | ▲40.7    |
| 3      | ألمانيا          | 33,914       | ▲52.1    |
| 4      | إيطاليا          | 27,973       | ▲49.2    |
| 5      | الولايات المتحدة | 22,989       | ▲47.3    |
| 6      | فرنسا            | 22,078       | ▲31.5    |
| 7      | النرويج          | 14,651       | ▲95.9    |
| 8      | الدنمارك         | 13,763       | ▲99.7    |
| 9      | سويسرا           | 13,664       | ▲84.8    |
| 10     | تركيا            | 11,991       | ▲31.8    |

| الرتبة | الدولة           | الركاب 2022 | التغير % |
| ------ | ---------------- | ----------- | -------- |
| 1      | المملكة المتحدة  | 6,197,479   | ▲310.5   |
| 2      | إسبانبا          | 5,539,564   | ▲69.5    |
| 3      | الولايات المتحدة | 5,077,561   | ▲188.0   |
| 4      | إيطاليا          | 3,241,101   | ▲84.8    |
| 5      | ألمانيا          | 2,796,986   | ▲106.0   |
| 6      | فرنسا            | 2,318,259   | ▲59.1    |
| 7      | تركيا            | 2,070,111   | ▲63.0    |
| 8      | اليونان          | 1,643,154   | ▲30.7    |
| 9      | البرتغال         | 1,545,009   | ▲88.7    |
| 10     | الدنمارك         | 1,446,228   | ▲131.1   |